# Неуспеле операције
Неуспеле операције (енгл. Botched) — америчка ријалити-телевизијска емисија коју премијерно приказује кабловски канал E! од 24. јуна 2014. године. Прати докторе Терија Даброуа и Пола Насифа док „поправљају екстремне пластичне операције које су пошле по злу.”

## Епизоде
| Сезона | Сезона    | Епизоде   | Епизоде   | Оригинално емитовање | Оригинално емитовање |
| Сезона | Сезона    | Епизоде   | Епизоде   | Премијера            | Финале               |
| ------ | --------- | --------- | --------- | -------------------- | -------------------- |
|        | 1.        | 10        | 10        | 24. јун 2014.        | 27. октобар 2014.    |
|        | 2.        | 20        | 20        | 14. април 2015.      | 24. новембар 2015.   |
|        | 3.        | 13        | 13        | 10. мај 2016.        | 2. август 2016.      |
|        | 4.        | 22        | 12        | 24. јун 2017.        | 17. август 2017.     |
|        | 4.        | 22        | 10        | 9. мај 2018.         | 18. јул 2018.        |
|        | 5.        | 17        | 17        | 6. децембар 2018.    | 27. март 2019.       |
|        | 6.        | 22        | 10        | 5. новембар 2019.    | 20. јануар 2020.     |
|        | 6.        | 22        | 12        | 13. април 2020.      | 18. септембар 2020.  |
|        | 7.        | н. п.     | н. п.     | 18. мај 2021.        | н. п.                |
|        | Специјали | Специјали | Специјали | 29. октобар 2019.    | 26. октобар 2020.    |